# Хенрік Оямаа
Хенрік Оямаа (ест. Henrik Ojamaa; нар. 20 травня 1991, Таллінн, Естонія) — естонський футболіст, нападник талліннської «Флори» та національної збірної Естонії.

## Клубна кар'єра

### «Флора»
Футбольну кар'єру розпочав в академії «Флори». На професіональному рівні дебютував за «Флору-2» 4 квітня 2007 року в Есілізі.

### «Дербі Каунті»
У 2007 році перейшов до молодіжної академії «Дербі Каунті». У сезоні 2008/09 років став стипендіатом року «Дербі Каунті». У червні 2009 року підписав перший професіональний контракт. 28 листопада 2009 року відправився в 1-місячну оренду до «Стаффорд Рейнджерс». Неодноразово визнавався Найкращим гравцем матчу під час свого нетривалого періоду перебування в Північній Конференції. 5 травня 2010 року стало відомо, що Хенрік залишить команду по завершення сезону 2009/10 років.

### «Алеманія» (Аахен)
19 травня 2010 року підписав 2-річний контракт із клубом Другої бундесліги «Алеманія» (Аахен). 27 листопада 2010 року провів свій єдиний поєдинок у Другій Бундеслізі, проти «Аугсбурга» (програний з рахунком 1:3) на Новому Тіволі, в якому на 88-й хвилині замінив Бубакара Гуйє.

#### Оренда в «Фортуну» (Сіттард)
У січні 2011 року відправився в оренду до завершення сезону 2010/11 років до клубу Еерстедивізі «Фортуна» (Сіттард). Влітку 2011 року «Алеманія» та Оямаа домовилися про розірвання контракту.

### РоПС
22 липня 2011 року підписав контракт до завершення сезону 2011 року з клубом Вейккаусліги РоПС. Відзначився 2-ма голами в 17 матчах, але не зміг врятувати свій клуб від пониження в класі.

### «Мотервелл»
У листопаді 2011 року побував на перегляді в «Мотервеллі», а в грудні - в клубі польської Екстракляси «Шльонськ» (Вроцлав). 4 січня 2012 року до завершення сезону 2011/12 років підписав контракт з клубом шотландської Прем'єр-ліги «Мотервелл». За нову команду дебютував яскраво, 7 січня 2012 року в переможному (4:0) домашньому поєдинку четвертого раунду кубку Шотландії проти «Квінз Парк» відзначився голом. У шотландській Прем'єр-лізі дебютував 14 січня 2012 року в програному (0:1) домашньому матчі проти «Інвернесс Каледоніан Тісл», в якому вийшов на заміну на 71-й хвилині замість Омара Дейлі. Відзначився 4-ма голами в перших п'яти матчах за «Мотервелл», а 2 лютого 2012 року підписав новий контракт з клубом на два з половиною роки. 4 лютого 2012 року відзначив продовження контракту ще одним голом і двома результативними передачами в переможному (6:0) матчі кубку Шотландії над «Грінок Мортон». Уболівальники «Мотервелла» естонського нападника назвали «Шерифом» завдяки його святкування голів «вистрілами з уявних пістолетів». Вдалі виступи Хенріка в січні 2012 року призвели до того, що отримав звання найкращого молодого гравця місяця Прем'єр-ліги Шотландії, а також найкращим гравцем п'ятого раунду Кубку Шотландії .
Окрім чотирьох голів у сезоні 2012/13 років, також став найкращим асистом ліги (16 результативних передач).

### «Легія» (Варшава)
6 червня 2013 року підписав 3-річний контракт із чемпіоном Польщі «Легія» (Варшава), сума відступних склала 500 000 євро. Дебютував в Екстраклясі 27 липня 2013 року в переможному (3:0) поєдинку проти «Погоні», вийшов на заміну та віддав результативну передачу на Володимира Двалішвілі. Першим голом в Екстраклясі відзначився 3 серпня 2013 року у переможному (4:0) домашньому поєдинку проти «Подбескідзе» (Бельсько-Бяла). У сезоні 2013/14 років допоміг столичному клубу виграти Екстраклясу, його перший чемпіонський титул.

#### Оренда в «Мотервелл»
14 серпня 2014 року повернувся до «Мотервелла», цього разу в 6-місячну оренду. Після закінчення оренди в січні 2015 року вирішив не продовжувати своє перебування в шотландському клубі та повернувся до варшавської «Легії».

#### Оренда в «Сарпсборг 08»
2 лютого 2015 року перейшов в оренду до клубу Тіппеліги «Сарпсборг 08». Дебютував у Тіппелізі 6 квітня 2015 року переможному (6:0) виїзному поєдинку проти «Тромсе».

### «Свіндон Таун»
4 вересня 2015 року підписав 1-річну угоду з командою Першої ліги «Свіндон Таун». Дебютував за «Свіндон Таун» 12 вересня 2015 року в програному (1:4) виїзному поєдинку проти «Барнслі».

### «Ваккер» (Інсбрук)
7 січня 2016 року підписав контракт з клубом Другої ліги Австрії «Ваккер» (Інсбрук). 20 червня 2016 року контракт з тірольцями було розірвано.

### «Гоу Егед Іглз»
21 червня 2016 року підписав 2-річний контракт з клубом Ередивізі «Гоу Егед Іглз». Дебютував у вищому дивізіоні Нідерландів 6 серпня 2016 року, вийшов у стартовому складі у програному (0:3) виїзному поєдинку проти «АДО Ден Гаг». 14 серпня 2016 року відзначився голом у своєму другому матчі за нову команду, проти «НАК Бреда» (2:2).

#### Оренда в «Данді»
31 січня 2017 року відправився в оренду до завершення сезону 2016/17 років у клуб шотландського Прем'єршипу «Данді».

### «Гориця»
21 жовтня 2017 року підписав контракт до кінця сезону 2017/18 років з клубом Другої ліги «Гориця». Відзначився 6-ма голами у 19-ти матчах, завдяки чому «Гориця» виграла чемпіонат та вийшла до Першої ліги Хорватії.

### «Медзь»
21 червня 2018 року підписав дворічну угоду з можливістю продовження ще на рік з клубом Екстракляси «Медзь».

### «Відзев»
На початку 2020 року перебрався у «Відзев» (Лодзь).

### «Флора»
2021 року повернувся на батьківщину і зіграв перший матч на професіональному рівні за естонський клуб, став переможцем Суперкубку Естонії 2021 року у складі «Флори».

## Кар'єра в збірній
Міжнародну кар'єру розпочав виступами за юнацьку збірну Естонії (U-17). Один з гравців юнацької збірної Естонії (U-19), яка вийшла до елітного раунду чемпіонату Європи (U-19) 2009 року. У 2008 році в складі молодіжної збірної Естонії виступав на молодіжному Балтійському кубку. 29 березня 2011 року в переможному (6:0) товариському матчі проти молодіжної збірної Люксембургу відзначився хет-триком.
3 лютого 2012 року Тармо Рюютлі вперше викликав Хенріка до збірної Естонії, на товариський матч проти Сальвадору. Однак виклик згодом відхилив його клуб, «Мотервелл». У футболці національної збірної дебютував 25 травня 2012 року в програному (1:3) товариському матчі проти Хорватії. Першим голом за національну команду відзначився 30 травня 2018 року в переможному (2:0) поєдинку Балтійського кубку проти Литви.

## Особисте життя
У Хенріка є два брати: молодший Хіндрек також професіональний футболіст, а старший брат Харрі змушений був завершити футбольну кар'єру у віці 19 років через травму. Зараз Харрі працює агентом у Golden Star Management, яке також представляє інтереси Хенріка.

## Статистика виступів

### Клубна
Станом на 24 травня 2018.
| Клуб                          | Сезон             | Ліга                                | Ліга  | Ліга | Кубок | Кубок | Кубок ліги | Кубок ліги | Єврокубки | Єврокубки | Інші  | Інші | Загалом | Загалом |
| Клуб                          | Сезон             | Дивізіон                            | Матчі | Голи | Матчі | Голи  | Матчі      | Голи       | Матчі     | Голи      | Матчі | Голи | Матчі   | Голи    |
| ----------------------------- | ----------------- | ----------------------------------- | ----- | ---- | ----- | ----- | ---------- | ---------- | --------- | --------- | ----- | ---- | ------- | ------- |
| «Флора 2»                     | 2007              | Есілііга                            | 7     | 1    | 0     | 0     | —          | —          | —         | —         | —     | —    | 7       | 1       |
| «Дербі Каунті»                | 2009–10           | Чемпіоншип                          | 0     | 0    | 0     | 0     | 0          | 0          | —         | —         | —     | —    | 0       | 0       |
| «Стаффорд Рейнджерс» (оренда) | 2009–10           | Північна Конференція                | 5     | 1    | 0     | 0     | 0          | 0          | —         | —         | —     | —    | 5       | 1       |
| «Алеманія II» (Аахен)         | 2010–11           | Оберліга «Північний Рейн-Вестфалія» | 10    | 1    | —     | —     | —          | —          | —         | —         | —     | —    | 10      | 1       |
| «Алеманія» (Аахен)            | 2010–11           | Друга Бундесліга                    | 1     | 0    | 0     | 0     | —          | —          | —         | —         | —     | —    | 1       | 0       |
| «Фортуна» (Сіттард) (оренда)  | 2010–11           | Еерстедивізі                        | 12    | 1    | 0     | 0     | —          | —          | —         | —         | —     | —    | 12      | 1       |
| РоПС                          | 2011              | Вейккаусліга                        | 17    | 2    | 0     | 0     | 0          | 0          | —         | —         | —     | —    | 17      | 2       |
| «Мотервелл»                   | 2011–12           | Прем'єр-ліга Шотландії              | 18    | 7    | 3     | 2     | 0          | 0          | —         | —         | —     | —    | 21      | 9       |
| «Мотервелл»                   | 2012–13           | Прем'єр-ліга Шотландії              | 37    | 4    | 2     | 0     | 1          | 0          | 4         | 0         | —     | —    | 44      | 4       |
| «Мотервелл»                   | Загалом           | Загалом                             | 55    | 11   | 5     | 2     | 1          | 0          | 4         | 0         | —     | —    | 65      | 13      |
| «Легія» (Варшава)             | 2013–14           | Екстракляса                         | 33    | 2    | 2     | 0     | —          | —          | 9         | 0         | —     | —    | 44      | 2       |
| «Легія» (Варшава)             | 2014–15           | Екстракляса                         | 1     | 0    | 0     | 0     | —          | —          | 0         | 0         | 0     | 0    | 1       | 0       |
| «Легія» (Варшава)             | Загалом           | Загалом                             | 34    | 2    | 2     | 0     | —          | —          | 9         | 0         | 0     | 0    | 45      | 2       |
| «Мотервелл» (оренда)          | 2014–15           | Прем'єршип Шотландії                | 18    | 3    | 1     | 1     | 1          | 0          | 0         | 0         | 0     | 0    | 20      | 4       |
| «Сарпсборг 08-2» (фарм-клуб)  | 2015              | Третій дивізіон                     | 2     | 1    | —     | —     | —          | —          | —         | —         | —     | —    | 2       | 1       |
| «Сарпсборг 08» (оренда)       | 2015              | Тіппеліга                           | 10    | 0    | 4     | 2     | —          | —          | —         | —         | —     | —    | 14      | 2       |
| «Свіндон Таун»                | 2015–16           | Перша ліга                          | 9     | 0    | 1     | 0     | 0          | 0          | —         | —         | 1     | 0    | 11      | 0       |
| «Ваккер» (Інсбрук)            | 2015–16           | Друга ліга                          | 16    | 2    | 0     | 0     | —          | —          | —         | —         | —     | —    | 16      | 2       |
| «Гоу Егед Іглз»               | 2016–17           | Ередивізі                           | 6     | 1    | 2     | 0     | —          | —          | —         | —         | —     | —    | 8       | 1       |
| «Данді» (оренда)              | 2016–17           | Прем'єршип Шотландії                | 14    | 0    | 0     | 0     | 0          | 0          | —         | —         | —     | —    | 14      | 0       |
| «Гориця»                      | 2017–18           | Друга ліга                          | 19    | 6    | 1     | 0     | —          | —          | —         | —         | —     | —    | 20      | 6       |
| Усього за кар'єру             | Усього за кар'єру | Усього за кар'єру                   | 235   | 32   | 16    | 5     | 2          | 0          | 13        | 0         | 1     | 0    | 267     | 37      |

1. ↑  Включаючи матчі кубку Шотландії, кубку Польщі, кубку Норвегії, кубку Англії, кубку Нідерландів та кубку Хорватії
2. 1 2  Матчі в Кубку шотландської ліги
3. ↑  Два матчі в Лізі чемпіонів УЄФА, два матчі в Лізі Європи УЄФА
4. ↑  Два матчі в Лізі чемпіонів УЄФА, шість матчів у Лізі Європи УЄФА
5. ↑  Матчі в Трофеї Футбольної ліги

### У збірній

#### По матчах
Станом на 12 жовтня 2020.
| Національна збірна | Рік     | Матчі | Голи |
| ------------------ | ------- | ----- | ---- |
| Естонія            |         |       |      |
| 2012               | 8       | 0     |      |
| 2013               | 8       | 0     |      |
| 2014               | 6       | 0     |      |
| 2015               | 1       | 0     |      |
| 2016               | 2       | 0     |      |
| 2017               | 2       | 0     |      |
| 2018               | 8       | 1     |      |
| 2019               | 8       | 0     |      |
| 2020               | 1       | 0     |      |
| Загалом            | Загалом | 44    | 1    |

#### Голи за збірну
Станом на 30 травня 2018 року.
| № | Дата           | Місце                             | Матч | Суперник | Рахунок | Результат | Змагання               |
| - | -------------- | --------------------------------- | ---- | -------- | ------- | --------- | ---------------------- |
| 1 | 30 травня 2018 | Міський стадіон, Раквере, Естонія | 28   | Литва    | 1–0     | 2–0       | Балтійський кубок 2018 |

## Досягнення

### Клубні
«Легія» (Варшава)
- Екстракляса
  -  Чемпіон (1): 2013/14

«Гориця»
- Третя ліга Хорватії
  -  Чемпіон (1): 2017/18

«Флора»
- Суперкубок Естонії
  -  Володар (1): 2021
- Мейстріліга
  -  Чемпіон (1): 2023

### Індивідуальні
- Молодий футболіст року в Естонії (1): 2012